# مايا (سنسكريتية)

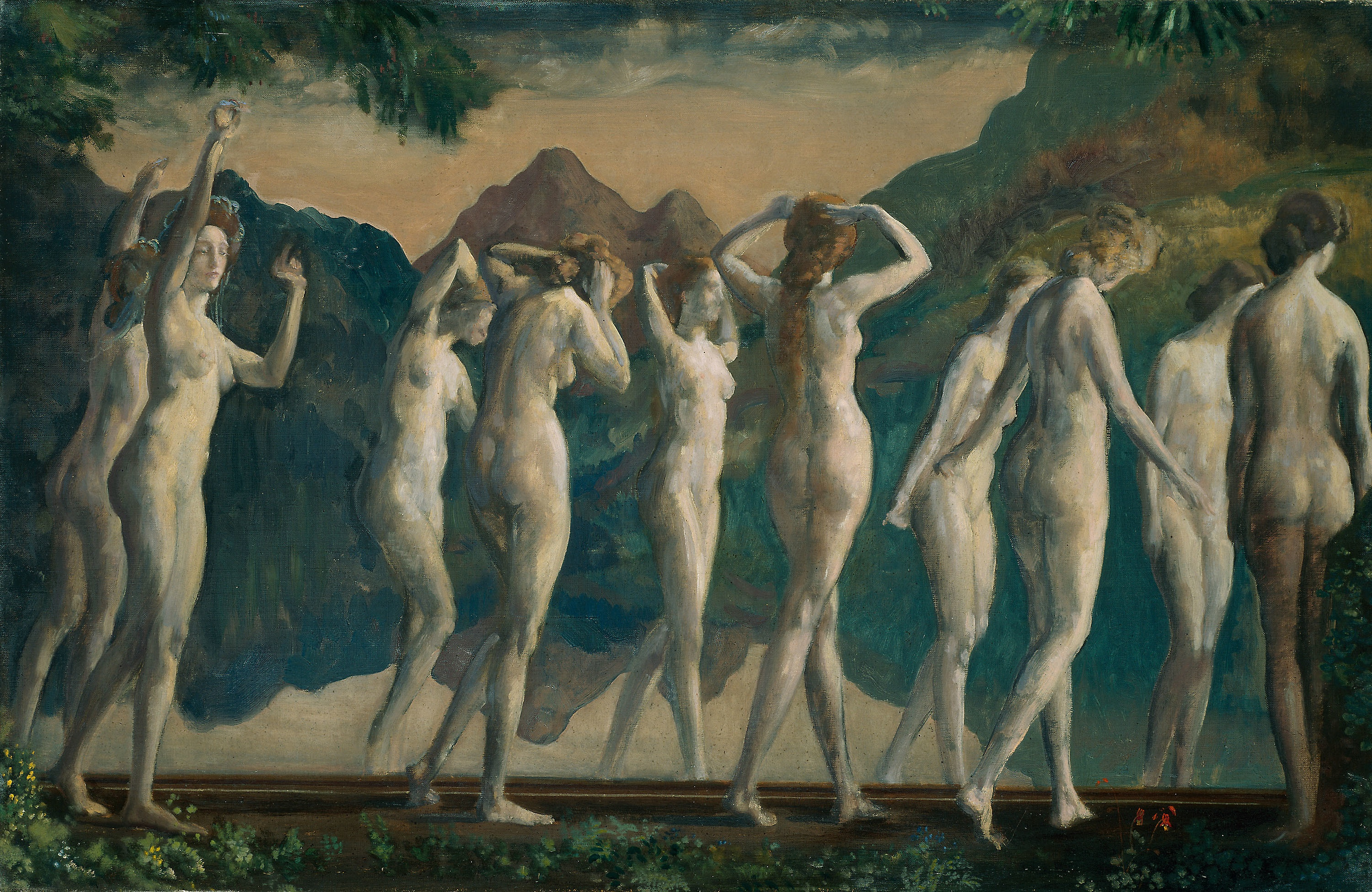
مايا مرآة الاوهام

مايا باللغة السنسكريتية māyā هي كلمة تعني حرفياً الوهم أو السحر، ولها عدة معان في الفلسفة الهندية وذلك حسب السياق.
في كتابات فيدا القديمة تأتي كلمة مايا لتعني القوة والحكمة الخارقتين. أما في نصوص فيدا المتأخرة فتأتي مايا بمعنى عرض سحري، وهو عرض يوهم بوجود أشياء لا توجد في الحقيقة.

## اقرأ أيضاً
- فلسفة هندية